# TGIF1
La proteína homeótica TGIF1 (TGIF1) es una proteína codificada en humanos por el gen TGIF1.
La proteína TGIF1 pertenece a la superclase de homeodominios atípicos con extensiones en bucle de tres aminoácidos (TALE). Las proteínas homeóticas TALE son reguladores transcripcionales altamente conservados. Este homeodominio en particular se une a elementos de respuesta al receptor X retinoide previamente caracterizados del promotor de la proteína II de unión a retinol celular. Además de su papel en la inhibición de la activación de la transcripción de RXRA dependiente de ácido 9-cis-retinoico por unión a los elementos de respuesta a ácido retinoico, esta proteína es un correpresor transcripcional activo de SMAD2 y podría participar en la transmisión de señales nucleares durante el desarrollo y en el adulto. Se han asociado mutaciones de este gen con holoprosencefalia tipo 4, que es una anomalía estructural del cerebro. Se han descrito hasta ocho variantes transcripcionales de este gen, que codifican 4 isoformas de la proteína.

## Interacciones
La proteína TGIF1 ha demostrado ser capaz de interaccionar con:
- HDAC1[4][5]
- CTBP1[4]
- c-Jun[6]
- SMAD2[7][6]